# Euzancla rhopalophora
Euzancla rhopalophora là một loài bướm đêm trong họ Erebidae.